# Rhipsalis dissimilis f. marnierianum
A Rhipsalis dissimilis f. marnierianum egy hiányosan ismert epifita kaktusz.

## Jellemzői
Közepesen erősen elágazó növény, kezdetben felegyenesedő, később lecsöngő, hajtásai dimorfikusak: juvenil állapotban 5–6 mm átmérőjűek, 5 finom bordával, areoláin számos fehér 10 mm hosszú tövis fejlődik. Idősebb korban hajtásai 10–20 mm átmérőjűek, 3-4 bordája kifejezettebb, mint fiatal korban, színe mélyzöldről olívazöldre változik. Areoláin 10 mm-nél hosszabb denz szőrcsomó fejlődik. Virágai rózsás-fehérek, 10-17,5 mm szélesek, kettesével-hármasával állnak. Termése kárminvörös lapított bogyó, rászáradt virággal a csúcsán. Magjai 1 mm hosszúak, csónak alakúak, feketék.